# 1203
- Wikisource

| Calendário gregoriano                                                        | 1203 MCCIII                                          |
| Ab urbe condita                                                              | 1956                                                 |
| Calendário arménio                                                           | 652 – 653                                            |
| Calendário bahá'í                                                            | -641 – -640                                          |
| Calendário budista                                                           | 1747                                                 |
| Calendário chinês                                                            | 3899 – 3900 Início a 14 de janeiro (aproximadamente) |
| Calendário copta                                                             | 919 – 920                                            |
| Calendário etíope                                                            | 1195 – 1196                                          |
| Calendários hindus - Vikram Samvat - Calendário nacional indiano - Cáli Iuga | 1258 – 1259 1124 – 1125 4303 – 4304                  |
| Calendário Holoceno                                                          | 11203                                                |
| Calendário islâmico                                                          | 599 – 600                                            |
| Calendário judaico                                                           | 4963 – 4964                                          |
| Calendário persa                                                             | 581 – 582                                            |
| Calendário rúnico                                                            | 1453                                                 |
| Calendário solar tailandês                                                   | 1746                                                 |

1203 (MCCIII, na numeração romana) foi um ano comum do século XIII do Calendário Juliano, da Era de Cristo, e a sua letra dominical foi E (52 semanas), teve início a uma quarta-feira, terminou também a uma quarta-feira.
No reino de Portugal estava em vigor a Era de César que já contava 1241 anos.
| Ano completo                        |
| ----------------------------------- |
| Ano comum com início à quarta-feira |

## Eventos
- 16 de Abril – O rei Filipe II de França invade o Ducado da Normandia, que será anexado no ano seguinte.
- Artur Plantageneta, rival de João I de Inglaterra, desaparece misteriosamente enquanto estava sob custódia do rei inglês.
- Aleixo IV Ângelo sucede a Aleixo III Ângelo no trono de Constantinopla. Isaac II Ângelo  regressa ao trono como co-imperador.
- A Quarta Cruzada, iniciada no ano anterior, toma Constantinopla.
- Foral de Montemor-o-Novo.

## Nascimentos
- Afonso de Molina, infante de Castela e senhor de Molina, m. 1272.

## Mortes
- Artur I, Duque da Bretanha. (data provável)
- Domingos Joanes, Senhor de Touriz e dos direitos reais das localidades de Esgueira por mercê de D. Afonso I de Portugal.